# يانيك نواه
يانيك نواه (بالفرنسية: Yannick Noah)‏، لاعب كرة مضرب فرنسي من أصل كامروني فائز ببطولة رولان جاروس، وقائد للمنتخب الفرنسي بكأس ديفيز. فاز بجائزة البرتقال سنة 1982. بعد اعتزاله تحول يانيك إلى الغناء. خلال الانتخابات الرئاسية الفرنسية لسنة 2007 دعم ممثلة الحزب الاشتراكي سيجولين رويال.
كان نواه هو آخر لاعب فرنسي يحصل على جائزة رولان جاروس سنة 1982 حيث لم يستطع أي فرنسي أن يحقق هذا الإنجاز طوال الثمانية عشر سنة السابقة

## روابط خارجية
- يانيك نواه على موقع رابطة محترفي التنس (الإنجليزية)
- يانيك نواه على موقع الاتحاد الدولي لكرة المضرب (الإنجليزية)
- يانيك نواه على موقع كأس ديفيز (الإنجليزية)
- يانيك نواه على موقع قاعة مشاهير كرة المضرب الدولية (الإنجليزية)
- يانيك نواه على موقع بطولة ويمبلدون (الإنجليزية)
- يانيك نواه على موقع خلاصة التنس.كوم (الإنجليزية)

- يانيك نواه على موقع IMDb (الإنجليزية)
- يانيك نواه على موقع الموسوعة البريطانية (الإنجليزية)
- يانيك نواه على موقع ألو سيني (الفرنسية)
- يانيك نواه على موقع ميوزك برينز (الإنجليزية)
- يانيك نواه على موقع إن إن دي بي (الإنجليزية)
- يانيك نواه على موقع ديسكوغز (الإنجليزية)
- يانيك نواه على موقع قاعدة بيانات الفيلم (الإنجليزية)